# 锡蒙斯贝格
锡蒙斯贝格（德語：Simonsberg）是德国石勒苏益格－荷尔斯泰因州的一个市镇。总面积17.09平方公里，总人口794人，其中男性403人，女性391人（2011年12月31日），人口密度46人/平方公里。